# وقتی که نجات جهان را تمام کردی
وقتی که نجات جهان را تمام کردی (به انگلیسی: When You Finish Saving the World) فیلم کمدی-درام آمریکایی ساخت سال ۲۰۲۲ است که بر پایه درام صوتی جسی آیزنبرگ در سال ۲۰۲۰ و با همین نام ساخته شده‌است. این فیلم نخستین تجربه آیزنبرگ در مقام کارگردان است و تهیه‌کنندگان آن اما استون و دیو مک‌کری هستند. جولیان مور و فین ولفهارد در نقش مادر و پسر بازی می‌کنند.
این فیلم برای نخستین بار در جشنواره فیلم ساندنس در ۲۰ ژانویه ۲۰۲۲ به نمایش درآمد.

## خلاصه داستان
زیگی، دانشجوی دبیرستانی، ترانه‌های محلی را برای کانون هوادارن ستودنی برگزار می‌کند. این کار او شبیه کاری است که مادرش با ساختن پناهگایی برای قربانیان تجاوز خانگی انجام می‌دهد.

## بازیگران
- جولیان مور در نقش اولین کاتز
- فین ولفهارد در نقش زیگی کاتز
- آلیشا بو در نقش لیلا
- جی او سندرز در نقش راجر کاتز
- بیلی بریک در نقش کایل
- الئونور هندریکس در نقش آنجی

## بازخورد
در تارنمای گردآوری دیدگاه راتن تومیتوز، ۷۲٪ از ۵۸ بازخورد به فیلم مثبت هستند، و فیلم میانگین امتیاز ۶٫۴/۱۰ را دارد. در بازخورد همگانی این تارنما گفته شده: «فهمیدن شخصیت‌ها شاید سخت باشد اما هنگامی که فیلم را تمام کردید به یک درک شناختی اجتماعی-سیاسی می‌رسید». تارنمای متاکریتیک، که از میانگین وزنی استفاده می‌کند، بر پایهٔ ۱۶ بازخورد و دیدگاه، امتیاز ۶۵ از ۱۰۰ را به فیلم داد که نشان‌دهندهٔ «بازخوردهای روی هم رفته پسند» است.